# Liste des volumes de « Découvertes Gallimard » (2e partie)

Cet article est un complément de l'article sur la collection « Découvertes Gallimard ». Il contient la liste du volume 300 au volume 588 et un volume sans numéro et dix volumes de « Découvertes Gallimard : Série Une autre histoire du XXe siècle ». Il fait suite à Liste des volumes de « Découvertes Gallimard » (1re partie) et est suivi de Liste des volumes de « Découvertes Gallimard » (3e partie).

Logo de « Découvertes Gallimard ».

## Volumes 300–399
| No  | Titre | Auteur                                                     | Série                  | Ancienne série     | Année de première parution | ISBN                 |
| --- | --- | ---------------------------------------------------------- | ---------------------- | ------------------ | -------------------------- | -------------------- |
| 300 | L'empire des nombres | Denis Guedj                                                | Sciences et techniques | Sciences           | 1996                       | (ISBN 9782070533732) |
| 301 | La guerre d'Algérie : Histoire d'une déchirure | Alain-Gérard Slama                                         | Histoire               | Histoire           | 1996                       | (ISBN 9782070533602) |
| 302 | Alchimie, le grand secret (Titre italien : Alchimia, l'oro della conoscenza, trad. de l'italien par Audrey van de Sandt)                                   | Andrea Aromatico (en)                                      | Culture et société     | Traditions         | 1996                       | (ISBN 9782070533541) |
| 303 | La Cité interdite des Fils du Ciel | Gilles Béguin, Dominique Morel                             | Histoire               | Histoire           | 1996                       | (ISBN 9782070533954) |
| 304 | Vivaldi : Des saisons à Venise | Claude Labie, Jean-Francois Labie                          | Arts                   | Musique et danse   | 1996                       | (ISBN 2070531694)    |
| 305 | Les métamorphoses de Franz Kafka | Claude Thiébaut                                            | Littératures           | Littérature        | 1996                       | (ISBN 2070537781)    |
| 306 | Qu'est-ce qu'on ne sait pas ? : Les rencontres philosophiques de l'UNESCO                                                                                  | Collectif (textes présentés et établis par Ayyam Sureau)   | Littératures           | Philosophie        | 1996                       | (ISBN 2070534057)    |
| 307 | Qui sommes-nous ? : Les rencontres philosophiques de l'UNESCO                                                                                              | Collectif (textes présentés et établis par Ayyam Sureau)   | Littératures           | Philosophie        | 1996                       | (ISBN 2070534006)    |
| 308 | La prochaine séance : Les Français et leurs cinés | Christian-Marc Bosséno                                     | Arts                   | Cinéma             | 1997                       | (ISBN 2070533867)    |
| 309 | Voyages en Provence, Alpes, Côte d'Azur | Émile Temime                                               | Culture et société     | Histoire           | 1997                       | (ISBN 2070534022)    |
| 310 | L'empire des rois khmers | Thierry Zéphir                                             | Histoire               | Histoire           | 1997                       | (ISBN 9782070533947) |
| 311 | George Sand : Un diable de femme | Anne-Marie de Brem                                         | Littératures           | Littérature        | 1997                       | (ISBN 9782070533930) |
| 312 | Gustave Moreau : Maître sorcier | Geneviève Lacambre                                         | Arts                   | Peinture           | 1997                       | (ISBN 9782070533886) |
| 313 | Le peuple hébreu : Entre la Bible et l'Histoire | Mireille Hadas-Lebel                                       | Histoire               | Histoire           | 1997                       | (ISBN 9782070533565) |
| 314 | D'or et de palmes : Le Festival de Cannes | Pierre Billard                                             | Arts                   | Cinéma             | 1997                       | (ISBN 2070533778)    |
| 315 | Jacques Prévert : Inventaire d'une vie | Bernard Chardère                                           | Littératures           | Littérature        | 1997                       | (ISBN 9782070533848) |
| 316 | Appelés en guerre d'Algérie | Benjamin Stora                                             | Histoire               | Histoire           | 1997                       | (ISBN 9782070534043) |
| 317 | La musique sud-américaine : Rythmes et danses d'un continent                                                                                               | Isabelle Leymarie (en)                                     | Arts                   | Musique et danse   | 1997                       | (ISBN 2070533913)    |
| 318 | Miroir, mon beau miroir : Une histoire de la beauté | Dominique Paquet                                           | Culture et société     | Art de vivre       | 1997                       | (ISBN 9782070533879) |
| 319 | Les cathares : Pauvres du Christ ou apôtres de Satan ? | Anne Brenon                                                | Religions              | Religions          | 1997                       | (ISBN 9782070445875) |
| 320 | L'Inde impériale des Grands Moghols | Valérie Berinstain                                         | Histoire               | Histoire           | 1997                       | (ISBN 9782070533855) |
| 321 | À pleines pages : Histoire du livre, Volume I | Bruno Blasselle                                            | Histoire               | Histoire           | 1997                       | (ISBN 9782070533633) |
| 322 | Fernand Léger : Peindre la vie moderne | Arnauld Pierre                                             | Arts                   | Peinture           | 1997                       | (ISBN 2070534170)    |
| 323 | Hong Kong : Rendez-vous chinois | Denis Hiault                                               | Histoire               | Histoire           | 1997                       | (ISBN 2070534162)    |
| 324 | Magna Grecia : Les colonies grecques dans l'Italie antique (Titre italien : La Magna Grecia: italici e italioti, trad. de l'italien par Françoise Liffran) | Pier Giovanni Guzzo                                        | Histoire               | Histoire           | 1997                       | (ISBN 2070534189)    |
| 325 | Naître, et après ? : Du bébé à l'enfant | Drina Candilis-Huisman                                     | Culture et société     | Traditions         | 1997                       | (ISBN 2070533727)    |
| 326 | Du langage aux langues | Ranka Bijeljac, Roland Breton                              | Sciences et techniques | Sciences           | 1997                       | (ISBN 2070532682)    |
| 327 | 1917 : La Russie en révolution | Nicolas Werth                                              | Histoire               | Histoire           | 1997                       | (ISBN 9782070534159) |
| 328 | Aragon : « Commencez par me lire ! » | Jean Ristat                                                | Littératures           | Littérature        | 1997                       | (ISBN 9782070534333) |
| 329 | Georges de La Tour : Histoire d'une redécouverte | Jean-Pierre Cuzin, Dimitri Salmon                          | Arts                   | Peinture           | 1997                       | (ISBN 2070300536)    |
| 330 | Lutèce : Paris ville romaine | Philippe de Carbonnières                                   | Archéologie            | Archéologie        | 1997                       | (ISBN 2070533891)    |
| 331 | Le Mont Athos : Merveille du christianisme byzantin | André Paléologue                                           | Religions              | Religions          | 1997                       | (ISBN 2070534138)    |
| 332 | La danse 2/ Des ballets russes à l'avant-garde | Jean-Pierre Pastori                                        | Arts                   | Musique et danse   | 1997                       | (ISBN 2070533409)    |
| 333 | Enquête sur Sherlock Holmes | Bernard Oudin                                              | Littératures           | Littérature        | 1997                       | (ISBN 9782070396283) |
| 334 | La Beat Generation : La révolution hallucinée | Alain Dister                                               | Littératures           | Littérature        | 1997                       | (ISBN 9782070534203) |
| 335 | Les échecs : Roi des jeux, jeu des rois | Jean-Michel Péchiné                                        | Culture et société     | Sports et jeux     | 1997                       | (ISBN 2070533964)    |
| 336 | Diamants et pierres précieuses | Patrick Voillot                                            | Culture et société     | Art de vivre       | 1997                       | (ISBN 2070534278)    |
| 337 | La magie Ferrari | Jean-Louis Moncet                                          | Sciences et techniques | Art de vivre       | 1997                       | (ISBN 2070534367)    |
| 338 | Roux et rousses : Un éclat très particulier | Xavier Fauche                                              | Culture et société     | Art de vivre       | 1997                       | (ISBN 2070534383)    |
| 339 | Couperin : Le musicien des rois | Olivier Baumont                                            | Arts                   | Musique            | 1998                       | (ISBN 2070533123)    |
| 340 | Lewis Carroll au pays des merveilles (Trad. de l'anglais des États-Unis par Pascale Froment)                                                               | Stephanie Lovett Stoffel                                   | Littératures           | Littérature        | 1998                       | (ISBN 207053426X)    |
| 341 | Victor Hugo : « Et s'il n'en reste qu'un... » | Sophie Grossiord                                           | Littératures           | Littérature        | 1998                       | (ISBN 9782070533442) |
| 342 | 24 heures en France : Portrait insolite de la France et des Français                                                                                       | Michel Richard                                             | Culture et société     | Édition spéciale   | 1998                       | (ISBN 2070534464)    |
| 343 | L'expédition d'Égypte : Le rêve oriental de Bonaparte | Laure Murat, Nicolas Weill                                 | Histoire               | Histoire           | 1998                       | (ISBN 9782070533992) |
| 344 | Ramsès II : Souverain des souverains | Bernadette Menu                                            | Histoire               | Histoire           | 1998                       | (ISBN 2070534421)    |
| 345 | De l'indigène à l'immigré | Nicolas Bancel, Pascal Blanchard                           | Histoire               | Histoire           | 1998                       | (ISBN 9782070534296) |
| 346 | Vers la terre d'Israël | Anne Grynberg                                              | Histoire               | Histoire           | 1998                       | (ISBN 9782070347889) |
| 347 | Delacroix : « Une fête pour l'œil » | Annick Doutriaux, Arlette Sérullaz                         | Arts                   | Peinture           | 1998                       | (ISBN 9782070534142) |
| 348 | Don Juan : Mille et trois récits d'un mythe | Christian Biet                                             | Littératures           | Littérature        | 1998                       | (ISBN 2070534499)    |
| 349 | Quel avenir pour la mémoire ? | Maurice Bernard, Jacques Roubaud                           | Littératures           | Philosophie        | 1998                       | (ISBN 2070534472)    |
| 350 | Mai 68, jour et nuit | Christine Fauré                                            | Histoire               | Histoire           | 1998                       | (ISBN 9782070356133) |
| 351 | Les Chevaliers de Malte : Des hommes de fer et de foi | Bertrand Galimard Flavigny                                 | Histoire               | Histoire           | 1998                       | (ISBN 9782070533428) |
| 352 | Le Phare d'Alexandrie : La Merveille retrouvée | Jean-Yves Empereur                                         | Archéologie            | Archéologie        | 1998                       | (ISBN 2070303799)    |
| 353 | Les Mégalithes : Pierres de mémoire | Jean-Pierre Mohen                                          | Archéologie            | Archéologie        | 1998                       | (ISBN 9782070534395) |
| 354 | Frère François : Le saint d'Assise | Gérard Bessière, Hyacinthe Vulliez                         | Religions              | Religions          | 1998                       | (ISBN 2070534537)    |
| 355 | Les stades en gloire | Bertrand Lemoine                                           | Arts                   | Architecture       | 1998                       | (ISBN 2070534375)    |
| 356 | Saint-Exupéry : L'archange et l'écrivain | Nathalie des Vallières                                     | Littératures           | Littérature        | 1998                       | (ISBN 9782070446780) |
| 357 | La Grande Guerre : 1914-1918 | Stéphane Audoin-Rouzeau, Annette Becker                    | Histoire               | Histoire           | 1998                       | (ISBN 9782070455027) |
| 358 | Les Phéniciens : Aux origines du Liban | Françoise Briquel-Chatonnet, Éric Gubel                    | Archéologie            | Archéologie        | 1998                       | (ISBN 9782070534562) |
| 359 | Le Théâtre de Boulevard : « Ciel, mon mari ! » | Olivier Barrot, Raymond Chirat                             | Littératures           | Littérature        | 1998                       | (ISBN 2070533824)    |
| 360 | La redécouverte de la Chine ancienne | Corinne Debaine-Francfort (en)                             | Archéologie            | Archéologie        | 1998                       | (ISBN 9782070391738) |
| 361 | Napoléon : « Mon ambition était grande » | Thierry Lentz                                              | Histoire               | Histoire           | 1998                       | (ISBN 9782070534517) |
| 362 | Le Japon éternel | Nelly Delay                                                | Histoire               | Histoire           | 1998                       | (ISBN 9782070534111) |
| 363 | Histoire du livre 2/ Le triomphe de l'édition | Bruno Blasselle                                            | Histoire               | Histoire           | 1998                       | (ISBN 2070533646)    |
| 364 | Les jumeaux : Du pareil au même ? | Mylène Hubin-Gayte                                         | Culture et société     | Traditions         | 1998                       | (ISBN 2070534618)    |
| 365 | La généalogie : Familles, je vous aime | Emmanuel de Boos                                           | Culture et société     | Traditions         | 1998                       | (ISBN 207053457X)    |
| 366 | L'Inquisition : Rempart de la foi ? | Laurent Albaret                                            | Religions              | Religions          | 1998                       | (ISBN 9782070534586) |
| 367 | L'Europe : Petite histoire d'une grande idée | Benjamin Angel, Jacques Lafitte                            | Histoire               | Histoire           | 1999                       | (ISBN 9782070358090) |
| 368 | Les Préraphaélites : Un modernisme à l'anglaise | Laurence des Cars                                          | Arts                   | Peinture           | 1999                       | (ISBN 2070534596)    |
| 369 | Le papier : Une aventure au quotidien | Pierre-Marc de Biasi                                       | Sciences et techniques | Techniques         | 1999                       | (ISBN 2070534456)    |
| 370 | La douleur : Un mal à combattre | Thierry Delorme                                            | Sciences et techniques | Sciences           | 1999                       | (ISBN 2070534790)    |
| 371 | Hemingway : Portrait de l'artiste en guerrier blessé (Trad. de l'anglais des États-Unis par Cécile Bloc-Rodot)                                             | Jerome Charyn                                              | Littératures           | Littérature        | 1999                       | (ISBN 9782070507245) |
| 372 | Pétra : La cité des caravanes | Christian Augé, Jean-Marie Dentzer                         | Archéologie            | Archéologie        | 1999                       | (ISBN 9782070446797) |
| 373 | Une autre histoire des religions / I : L'héritage des religions premières                                                                                  | Odon Vallet                                                | Religions              | Une autre histoire | 1999                       | (ISBN 9782070428991) |
| 374 | Une autre histoire des religions / II : Le Dieu du Croissant fertile                                                                                       | Odon Vallet                                                | Religions              | Une autre histoire | 1999                       | (ISBN 2070534774)    |
| 375 | Une autre histoire de l'espace / I : L'appel du cosmos | Alain Dupas                                                | Sciences et techniques | Une autre histoire | 1999                       | (ISBN 9782070442508) |
| 376 | Bonnard : « La couleur agit » | Antoine Terrasse                                           | Arts                   | Peinture           | 1999                       | (ISBN 9782070534746) |
| 377 | Chardin : La nature silencieuse | Hélène Prigent, Pierre Rosenberg                           | Arts                   | Peinture           | 1999                       | (ISBN 2070534847)    |
| 378 | L'Europe à l'âge du bronze : Le temps des héros | Christiane Éluère, Jean-Pierre Mohen                       | Histoire               | Histoire           | 1999                       | (ISBN 2070533336)    |
| 379 | L'odyssée de l'euro | Édouard Pflimlin                                           | Histoire               | Histoire           | 1999                       | (ISBN 2070534529)    |
| 380 | France, terre d'immigration | Émile Temime                                               | Histoire               | Histoire           | 1999                       | (ISBN 9782070534852) |
| 381 | Proust : La cathédrale du temps | Jean-Yves Tadié                                            | Littératures           | Littérature        | 1999                       | (ISBN 9782070534920) |
| 382 | L'illusion baroque : L'architecture entre 1600 et 1750 | Frédéric Dassas                                            | Arts                   | Architecture       | 1999                       | (ISBN 9782070534944) |
| 383 | Les matériaux de la couleur | François Delamare, Bernard Guineau                         | Sciences et techniques | Techniques         | 1999                       | (ISBN 9782070534784) |
| 384 | Une autre histoire des religions / III : Les spiritualités indiennes                                                                                       | Odon Vallet                                                | Religions              | Une autre histoire | 1999                       | (ISBN 9782070344222) |
| 385 | Une autre histoire des religions / IV : Les religions extrême-orientales                                                                                   | Odon Vallet                                                | Religions              | Une autre histoire | 1999                       | (ISBN 2070526615)    |
| 386 | Une autre histoire de l'espace / II : Hommes et robots dans l'espace                                                                                       | Alain Dupas                                                | Sciences et techniques | Une autre histoire | 1999                       | (ISBN 2070534820)    |
| 387 | Une autre histoire de l'espace / III : Le village interplanétaire                                                                                          | Alain Dupas                                                | Sciences et techniques | Une autre histoire | 1999                       | (ISBN 2070534839)    |
| 388 | Le Conseil d'État : Juger, conseiller, servir | Erik Arnoult, François Monnier                             | Culture et société     | Histoire           | 1999                       | (ISBN 207053491X)    |
| 389 | Vive l'eau | Jean Matricon (avec la collaboration de Jean-Paul Deléage) | Sciences et techniques | Sciences           | 2000                       | (ISBN 207053510X)    |
| 390 | Une autre histoire des religions / V : L'Esprit des savoirs                                                                                                | Odon Vallet                                                | Religions              | Une autre histoire | 2000                       | (ISBN 2070526623)    |
| 391 | Une autre histoire des religions / VI : Le sacre des pouvoirs                                                                                              | Odon Vallet                                                | Religions              | Une autre histoire | 2000                       | (ISBN 2070526631)    |
| 392 | La Bible : Le Livre, les livres | Pierre Gibert                                              | Religions              | Religions          | 2000                       | (ISBN 9782070534302) |
| 393 | Arts premiers : Le temps de la reconnaissance | Marine Degli, Marie Mauzé                                  | Arts                   | Histoire           | 2000                       | (ISBN 9782070335527) |
| 394 | Berlin enfin ! | Patrick Démerin                                            | Culture et société     | Mémoire des lieux  | 2000                       | (ISBN 2070534995)    |
| 395 | L'Égypte copte, les chrétiens du Nil | Christian Cannuyer                                         | Religions              | Religions          | 2000                       | (ISBN 9782070535125) |
| 396 | Venise : La Sérénissime et la mer | André Zysberg, René Burlet                                 | Histoire               | Histoire           | 2000                       | (ISBN 9782070535194) |
| 397 | Darwin et la science de l'évolution | Patrick Tort                                               | Sciences et techniques | Sciences           | 2000                       | (ISBN 9782070535200) |
| 398 | La science-fiction, aux frontières de l'Homme | Stéphane Manfrédo                                          | Littératures           | Littérature        | 2000                       | (ISBN 2070535282)    |
| 399 | L'âge du verre | Pascal Richet                                              | Sciences et techniques | Techniques         | 2000                       | (ISBN 2070535185)    |

## Volumes 400–499
| No  | Titre                                                                       | Auteur                                                          | Série                  | Ancienne série | Année de première parution | ISBN                 |
| --- | --------------------------------------------------------------------------- | --------------------------------------------------------------- | ---------------------- | -------------- | -------------------------- | -------------------- |
| 400 | Le calendrier, maître du temps ?                                            | Jacqueline de Bourgoing                                         | Histoire               | Histoire       | 2000                       | (ISBN 2070534405)    |
| 401 | La Vierge : Femme au visage divin                                           | Sylvie Barnay                                                   | Religions              | Religions      | 2000                       | (ISBN 9782070535217) |
| 402 | Marie-Antoinette : La dernière reine                                        | Évelyne Lever                                                   | Histoire               | Histoire       | 2000                       | (ISBN 9782070535224) |
| 403 | La Police judiciaire : La scène de crime                                    | Béatrice Durupt                                                 | Culture et société     | Histoire       | 2000                       | (ISBN 2070534758)    |
| 404 | Signac, au temps d'harmonie                                                 | Anne Distel                                                     | Arts                   | Peinture       | 2001                       | (ISBN 2070760987)    |
| 405 | Les vies du cheveu                                                          | Marie-Christine Auzou, Sabine Melchior-Bonnet                   | Culture et société     | Art de vivre   | 2001                       | (ISBN 2070761231)    |
| 406 | « Dis-moi ce que tu manges... »                                             | Anne-Lucie Raoult-Wack (avec la collaboration de Guy Paillotin) | Culture et société     | Art de vivre   | 2001                       | (ISBN 207076124X)    |
| 407 | Céline : « Ça a débuté comme ça »                                           | Pascal Fouché                                                   | Littératures           | –              | 2001                       | (ISBN 9782070762392) |
| 408 | Gaudí : Bâtisseur visionnaire                                               | Philippe Thiébaut                                               | Arts                   | –              | 2001                       | (ISBN 9782070761654) |
| 409 | Saladin : Le sultan chevalier                                               | Jean-Michel Mouton                                              | Histoire               | –              | 2001                       | (ISBN 9782070762088) |
| 410 | La ville en mouvement                                                       | Francis Godard                                                  | Culture et société     | –              | 2001                       | (ISBN 2070761649)    |
| 411 | De Kaboul à Samarcande : Les archéologues en Asie centrale                  | Svetlana Gorshenina (en), Claude Rapin (en)                     | Archéologie            | –              | 2001                       | (ISBN 9782070761661) |
| 412 | Alexandrie : Hier et demain                                                 | Jean-Yves Empereur                                              | Culture et société     | –              | 2001                       | (ISBN 9782070762408) |
| 413 | La biosphère : Notre Terre vivante                                          | Jean-Paul Deléage                                               | Sciences et techniques | –              | 2001                       | (ISBN 2070760820)    |
| 414 | L'image révélée : L'invention de la photographie                            | Quentin Bajac                                                   | Arts                   | –              | 2001                       | (ISBN 9782070761678) |
| 415 | Henri IV : Le règne de la tolérance                                         | Jean-Paul Desprat, Jacques Thibau                               | Histoire               | –              | 2001                       | (ISBN 2070534081)    |
| 416 | Saint Augustin : Le pédagogue de Dieu                                       | Lucien Jerphagnon                                               | Religions              | –              | 2002                       | (ISBN 9782070763573) |
| 417 | La longue marche des gays                                                   | Frédéric Martel                                                 | Culture et société     | –              | 2002                       | (ISBN 2070763471)    |
| 418 | Touaregs : Apprivoiser le désert                                            | Hélène Claudot-Hawad                                            | Culture et société     | –              | 2002                       | (ISBN 9782070533626) |
| 419 | La Légion d'honneur : Un Ordre au service de la Nation                      | Anne de Chefdebien, Bertrand Galimard Flavigny                  | Histoire               | –              | 2002                       | (ISBN 2070765253)    |
| 420 | La peau : Une enveloppe de vie                                              | Claude Bouillon                                                 | Sciences et techniques | –              | 2002                       | (ISBN 2070765245)    |
| 421 | Gustave Flaubert : L'homme-plume                                            | Pierre-Marc de Biasi                                            | Littératures           | –              | 2002                       | (ISBN 2070763153)    |
| 422 | Gengis Khan et l'Empire mongol                                              | Jean-Paul Roux                                                  | Histoire               | –              | 2002                       | (ISBN 9782070765560) |
| 423 | Les drogues : Une passion maudite                                           | Emmanuelle Retaillaud-Bajac                                     | Culture et société     | –              | 2002                       | (ISBN 2070765571)    |
| 424 | Moïse, « lui que Yahvé a connu face à face »                                | Thomas Römer                                                    | Religions              | –              | 2002                       | (ISBN 207076480X)    |
| 425 | Jean Genet : Portrait d'un marginal exemplaire                              | Arnaud Malgorn                                                  | Littératures           | –              | 2002                       | (ISBN 9782070765584) |
| 426 | La Syrie antique                                                            | Maurice Sartre                                                  | Histoire               | –              | 2002                       | (ISBN 9782070764976) |
| 427 | Le Tibet : Une civilisation blessée                                         | Françoise Pommaret                                              | Histoire               | –              | 2002                       | (ISBN 9782070762996) |
| 428 | Les Aborigènes d'Australie (Trad. de l'anglais australien par Josée Bégaud) | Stephen Muecke (en), Adam Shoemaker (en)                        | Culture et société     | –              | 2002                       | (ISBN 9782070534104) |
| 429 | Simenon : Écrire l'homme                                                    | Michel Lemoine                                                  | Littératures           | –              | 2003                       | (ISBN 2070766969)    |
| 430 | Les guerres d'Italie : Des batailles pour l'Europe (1494-1559)              | Jean-Louis Fournel, Jean-Claude Zancarini                       | Histoire               | –              | 2003                       | (ISBN 207053281X)    |
| 431 | Abd el-Kader le magnanime                                                   | Bruno Étienne, François Pouillon                                | Histoire               | –              | 2003                       | (ISBN 9782070767496) |
| 432 | Nicolas de Staël : Une illumination sans précédent                          | Marie du Bouchet                                                | Arts                   | –              | 2003                       | (ISBN 9782070767977) |
| 433 | Nostradamus : L'éternel retour                                              | Hervé Drévillon, Pierre Lagrange                                | Histoire               | –              | 2003                       | (ISBN 2070767485)    |
| 434 | Éloge du mariage                                                            | Martine Segalen                                                 | Culture et société     | –              | 2003                       | (ISBN 207076625X)    |
| 435 | L'aluminium : Un si léger métal                                             | Ivan Grinberg                                                   | Sciences et techniques | –              | 2003                       | (ISBN 2070427838)    |
| 436 | Chateaubriand : « Des illusions contre des souvenirs »                      | Jean-Paul Clément                                               | Littératures           | –              | 2003                       | (ISBN 2070427439)    |
| 437 | Le Vin : Une histoire de goût                                               | Jean-Claude Ribaut, Anthony Rowley                              | Culture et société     | –              | 2003                       | (ISBN 9782070765591) |
| 438 | Cocteau : Sur le fil                                                        | François Nemer                                                  | Arts                   | –              | 2003                       | (ISBN 2070301540)    |
| 439 | Le Design graphique                                                         | Alain Weill                                                     | Arts                   | –              | 2003                       | (ISBN 9782070767472) |
| 440 | Confucius : Des mots en action                                              | Danielle Élisseeff                                              | Religions              | –              | 2003                       | (ISBN 9782070429943) |
| 441 | Le Père-Lachaise : Au cœur du Paris des vivants et des morts                | Christian Charlet                                               | Culture et société     | –              | 2003                       | (ISBN 9782070301553) |
| 442 | Fritz Lang : Le meurtre et la loi                                           | Michel Ciment                                                   | Arts                   | –              | 2003                       | (ISBN 2070532631)    |
| 443 | L'architecture de l'Islam : Au service de la foi et du pouvoir              | Henri Stierlin                                                  | Arts                   | –              | 2003                       | (ISBN 9782070427840) |
| 444 | Camille Claudel : Le génie est comme un miroir                              | Reine-Marie Paris, Hélène Pinet                                 | Arts                   | –              | 2003                       | (ISBN 9782070764792) |
| 445 | Malévitch : Aux avant-gardes de l'art moderne                               | Andréi Nakov                                                    | Arts                   | –              | 2003                       | (ISBN 2070301923)    |
| 446 | Émile Gallé : Le magicien du verre                                          | Philippe Thiébaut                                               | Arts                   | –              | 2004                       | (ISBN 9782070301324) |
| 447 | France - Chine : Quand deux mondes se rencontrent                           | Muriel Détrie                                                   | Culture et société     | –              | 2004                       | (ISBN 2070313085)    |
| 448 | Les métamorphoses de l'épargne                                              | Laure de Llamby                                                 | Culture et société     | –              | 2004                       | (ISBN 2070302083)    |
| 449 | La prison : À l'ombre des hauts murs                                        | Jean-Claude Vimont                                              | Histoire               | –              | 2004                       | (ISBN 207030194X)    |
| 450 | Shiva : Libérateur des âmes et Maître des dieux                             | Marie-Luce Barazer-Billoret, Bruno Dagens                       | Religions              | –              | 2004                       | (ISBN 2070301931)    |
| 451 | Sous le soleil de Naples                                                    | Jean-Noël Schifano                                              | Culture et société     | –              | 2004                       | (ISBN 2070312747)    |
| 452 | La Corse : Île de Beauté, Terre de Liberté                                  | Jean-Paul Brighelli                                             | Culture et société     | –              | 2004                       | (ISBN 2070314138)    |
| 453 | Dalí : Le Grand Paranoïaque                                                 | Jean-Louis Gaillemin                                            | Arts                   | –              | 2004                       | (ISBN 9782070763481) |
| 454 | Cent ans de chanson française : Souvenirs, souvenirs...                     | Bertrand Bonnieux, Pascal Cordereix, Élizabeth Giuliani         | Arts                   | –              | 2004                       | (ISBN 2070314812)    |
| 455 | Giono : Le roman, un divertissement de roi                                  | Henri Godard                                                    | Littératures           | –              | 2004                       | (ISBN 2070315436)    |
| 456 | Baudelaire : Le soleil noir de la modernité                                 | Robert Kopp                                                     | Littératures           | –              | 2004                       | (ISBN 9782070314140) |
| 457 | Le maniérisme : Une avant-garde au XVIe siècle                              | Patricia Falguières                                             | Arts                   | –              | 2004                       | (ISBN 2070771288)    |
| 458 | Les Saints : Des êtres de chair et de ciel                                  | Sylvie Barnay                                                   | Religions              | –              | 2004                       | (ISBN 2070429415)    |
| 459 | Turner : L'incendie de la peinture                                          | Olivier Meslay                                                  | Arts                   | –              | 2004                       | (ISBN 9782070313266) |
| 460 | La Libye antique                                                            | Claude Sintes                                                   | Archéologie            | –              | 2004                       | (ISBN 2070302075)    |
| 461 | Le Feu : Aux sources de la civilisation                                     | Pascal Richet                                                   | Sciences et techniques | –              | 2004                       | (ISBN 2070302091)    |
| 462 | Les routes du tapis                                                         | Édith Huyghe, François-Bernard Huyghe                           | Arts                   | –              | 2004                       | (ISBN 2070314871)    |
| 463 | Les situationnistes : L'utopie incarnée                                     | Laurent Chollet                                                 | Culture et société     | –              | 2004                       | (ISBN 9782070301539) |
| 464 | L'Arménie à l'épreuve des siècles                                           | Annie Mahé, Jean-Pierre Mahé                                    | Histoire               | –              | 2005                       | (ISBN 9782070314096) |
| 465 | Construire, équiper, aménager : La France de ponts en chaussées             | Bertrand Lemoine                                                | Sciences et techniques | –              | 2004                       | (ISBN 2070316556)    |
| 466 | La Belgique : Le roman d'un pays                                            | Patrick Roegiers                                                | Culture et société     | –              | 2005                       | (ISBN 9782070315406) |
| 467 | Sciences pour tous ?                                                        | Daniel Raichvarg                                                | Sciences et techniques | –              | 2005                       | (ISBN 2070300412)    |
| 468 | Sartre : Un penseur pour le XXIe siècle                                     | Annie Cohen-Solal                                               | Littératures           | –              | 2005                       | (ISBN 207031717X)    |
| 469 | Le Bhoutan : Au plus secret de l'Himalaya                                   | Françoise Pommaret                                              | Culture et société     | –              | 2005                       | (ISBN 207030440X)    |
| 470 | Histoire de la laïcité : Genèse d'un idéal                                  | Henri Peña-Ruiz                                                 | Culture et société     | –              | 2005                       | (ISBN 2070300382)    |
| 471 | L'art roman : Un défi européen                                              | Alain Erlande-Brandenburg                                       | Arts                   | –              | 2005                       | (ISBN 9782070300686) |
| 472 | La Turquie : De l'Empire ottoman à la République d'Atatürk                  | Thierry Zarcone                                                 | Histoire               | –              | 2005                       | (ISBN 2070306585)    |
| 473 | La photographie : L'époque moderne 1880-1960                                | Quentin Bajac                                                   | Arts                   | –              | 2005                       | (ISBN 2070300692)    |
| 474 | Le grand siècle russe, d'Alexandre Ier à Nicolas II                         | Wladimir Berelowitch                                            | Histoire               | –              | 2005                       | (ISBN 2070306518)    |
| 475 | Egon Schiele : Narcisse écorché                                             | Jean-Louis Gaillemin                                            | Arts                   | –              | 2005                       | (ISBN 9782070305988) |
| 476 | Dada : La révolte de l'art                                                  | Marc Dachy                                                      | Arts                   | –              | 2005                       | (ISBN 9782070314881) |
| 477 | Mélancolie : Les métamorphoses de la dépression                             | Hélène Prigent                                                  | Arts                   | –              | 2005                       | (ISBN 9782070305995) |
| 478 | Akhenaton : Du mystère à la lumière                                         | Marc Gabolde                                                    | Histoire               | –              | 2005                       | (ISBN 207030745X)    |
| 479 | L'épopée de la science arabe                                                | Danielle Jacquart                                               | Sciences et techniques | –              | 2005                       | (ISBN 9782070318278) |
| 480 | L'archéologie : Entre science et passion                                    | Jean-Paul Demoule                                               | Archéologie            | –              | 2005                       | (ISBN 2070306437)    |
| 481 | Schumann : Les voix intérieures                                             | Michel Schneider                                                | Arts                   | –              | 2005                       | (ISBN 2070308677)    |
| 482 | L'homme et le climat : Une liaison dangereuse                               | Édouard Bard                                                    | Sciences et techniques | –              | 2005                       | (ISBN 2070300943)    |
| 483 | François Mitterrand : Un dessein, un destin                                 | Hubert Védrine                                                  | Histoire               | –              | 2006                       | (ISBN 2070319288)    |
| 484 | Moi, Pierre Corneille                                                       | Christian Biet                                                  | Littératures           | –              | 2006                       | (ISBN 2070308685)    |
| 485 | Ingres : « Ce révolutionnaire-là »                                          | Stéphane Guégan                                                 | Arts                   | –              | 2006                       | (ISBN 2070308707)    |
| 486 | Louis Feuillade : Maître du cinéma populaire                                | Patrice Gauthier, Francis Lacassin                              | Arts                   | –              | 2006                       | (ISBN 2070319261)    |
| 487 | Les Dragons : Des monstres au pays des hommes                               | Patrick Absalon, Frédérik Canard                                | Culture et société     | –              | 2006                       | (ISBN 2070321142)    |
| 488 | Camus : L'homme révolté                                                     | Pierre-Louis Rey                                                | Littératures           | –              | 2006                       | (ISBN 9782070318285) |
| 489 | Godard (Le cinéma)                                                          | François Nemer                                                  | Arts                   | –              | 2006                       | (ISBN 2070307808)    |
| 490 | Les sous-marins : Fantômes des profondeurs                                  | David Camus, Alexandre Sheldon-Duplaix (en)                     | Sciences et techniques | –              | 2006                       | (ISBN 2070314693)    |
| 491 | Les arts de l'Islam : Itinéraire d'une redécouverte                         | Christine Peltre                                                | Arts                   | –              | 2006                       | (ISBN 2070308693)    |
| 492 | La guerre d'Espagne : De la démocratie à la dictature                       | François Godicheau                                              | Histoire               | –              | 2006                       | (ISBN 9782070318469) |
| 493 | Néron : Le mal-aimé de l'Histoire                                           | Claude Aziza                                                    | Histoire               | –              | 2006                       | (ISBN 207031927X)    |
| 494 | Yves Klein : L'aventure monochrome                                          | Denys Riout                                                     | Arts                   | –              | 2006                       | (ISBN 2070339408)    |
| 495 | Le développement durable : Maintenant ou jamais                             | Dominique Bourg, Gilles-Laurent Rayssac                         | Sciences et techniques | –              | 2006                       | (ISBN 9782070337217) |
| 496 | Maurice Denis : Le spirituel dans l'art                                     | Jean-Paul Bouillon                                              | Arts                   | –              | 2006                       | (ISBN 2070319296)    |
| 497 | Marie Curie : Femme savante ou Sainte Vierge de la science ?                | Françoise Balibar                                               | Sciences et techniques | –              | 2006                       | (ISBN 207053359X)    |
| 498 | L'affaire Qumrân : Les découvertes de la mer Morte                          | Jean-Baptiste Humbert, Estelle Villeneuve                       | Archéologie            | –              | 2006                       | (ISBN 9782070321155) |
| 499 | Antonin Artaud : Un insurgé du corps                                        | Évelyne Grossman                                                | Littératures           | –              | 2006                       | (ISBN 2070337499)    |

## Volumes 500–588
| No  | Titre                                                                                 | Auteur                                                      | Série                  | Année de première parution | ISBN                 |
| --- | ------------------------------------------------------------------------------------- | ----------------------------------------------------------- | ---------------------- | -------------------------- | -------------------- |
| 500 | Art brut : L'instinct créateur                                                        | Laurent Danchin                                             | Arts                   | 2006                       | (ISBN 9782070336999) |
| 501 | Les Grandes Pyramides : Chronique d'un mythe                                          | Jean-Pierre Corteggiani                                     | Archéologie            | 2006                       | (ISBN 2070339416)    |
| 502 | Le Centre Pompidou : Les années Beaubourg                                             | Germain Viatte                                              | Culture et société     | 2007                       | (ISBN 9782070341238) |
| 503 | La Cour des comptes : « Ouvrez et voyez »                                             | Jean-Yves Bertucci, Sophie Moati                            | Histoire               | 2007                       | (ISBN 9782070338818) |
| 504 | Buffon : La nature en majesté                                                         | Yves Laissus                                                | Sciences et techniques | 2007                       | (ISBN 9782070343171) |
| 505 | Le design fait école : L'école nationale supérieure de création industrielle          | Gilles de Bure                                              | Culture et société     | 2007                       | (ISBN 9782070338825) |
| 506 | L'âge d'or de l'Inde classique                                                        | Amina Okada, Thierry Zéphir                                 | Histoire               | 2007                       | (ISBN 9782070341610) |
| 507 | Louis XIV : Le roi de gloire                                                          | François Lebrun                                             | Histoire               | 2007                       | (ISBN 9782070341252) |
| 508 | Les Invalides : L'État, la guerre, la mémoire                                         | François Lagrange, Jean-Pierre Reverseau                    | Histoire               | 2007                       | (ISBN 9782070341962) |
| 509 | La galerie des Glaces : Chef-d'œuvre retrouvé                                         | Jacques Thuillier                                           | Arts                   | 2007                       | (ISBN 9782070343157) |
| 510 | Ambroise Vollard : Un marchand d'art et ses trésors                                   | Isabelle Cahn                                               | Arts                   | 2007                       | (ISBN 9782070345274) |
| 511 | La Mode : Un demi-siècle conquérant                                                   | Valérie Guillaume, Dominique Veillon                        | Culture et société     | 2007                       | (ISBN 9782070319022) |
| 512 | Frida Kahlo : « Je peins ma réalité »                                                 | Christina Burrus                                            | Arts                   | 2007                       | (ISBN 9782070345939) |
| 513 | Giacometti : La figure au défi                                                        | Véronique Wiesinger                                         | Arts                   | 2007                       | (ISBN 9782070341221) |
| 514 | Romain Gary : À la traversée des frontières                                           | Jean-François Hangouët                                      | Littératures           | 2007                       | (ISBN 9782070345946) |
| 515 | Sacha Guitry : L'homme-orchestre                                                      | Olivier Barrot, Raymond Chirat                              | Littératures           | 2007                       | (ISBN 9782070337484) |
| 516 | Le siècle d'Ispahan                                                                   | Francis Richard                                             | Histoire               | 2007                       | (ISBN 9782070346585) |
| 517 | Marilyn : La dernière déesse (Trad. de l'anglais des États-Unis par Geneviève Thomas) | Jerome Charyn                                               | Arts                   | 2007                       | (ISBN 9782070341979) |
| 518 | Les Moines d'Occident : L'éternité de l'Europe                                        | Guy Lobrichon                                               | Histoire               | 2007                       | (ISBN 9782070345250) |
| 519 | Les Papous : Une diversité singulière                                                 | Lorenzo Brutti                                              | Culture et société     | 2007                       | (ISBN 9782070346578) |
| 520 | Les monstres : Si loin et si proches                                                  | Stéphane Audeguy                                            | Culture et société     | 2007                       | (ISBN 9782070341245) |
| 521 | Histoire de l'érotisme : De l'Olympe au cybersexe                                     | Pierre-Marc de Biasi                                        | Culture et société     | 2007                       | (ISBN 9782070321162) |
| 522 | Simone de Beauvoir : Écrire la liberté                                                | Jacques Deguy, Sylvie Le Bon de Beauvoir                    | Littératures           | 2008                       | (ISBN 9782070349012) |
| 523 | Palmyre : La cité des caravanes                                                       | Annie Sartre-Fauriat, Maurice Sartre                        | Archéologie            | 2008                       | (ISBN 9782070346592) |
| 524 | Le monde de Lourdes                                                                   | Élisabeth Claverie                                          | Religions              | 2008                       | (ISBN 9782070349005) |
| 525 | 1958 : La naissance de la Ve République                                               | Michel Winock                                               | Histoire               | 2008                       | (ISBN 9782070349043) |
| 526 | La Bretagne : Entre histoire et identité                                              | Alain Croix                                                 | Histoire               | 2008                       | (ISBN 9782070349074) |
| 527 | Voyage au cœur de la lumière                                                          | Trinh Xuan Thuan                                            | Sciences et techniques | 2008                       | (ISBN 9782070349029) |
| 528 | Pékin : Capitale impériale, mégapole de demain                                        | Roger Darrobers                                             | Histoire               | 2008                       | (ISBN 9782070356331) |
| 529 | L'Europe des universités                                                              | Marie-Laure Le Foulon, Jean-Maurice de Montrémy             | Culture et société     | 2008                       | (ISBN 9782070357994) |
| 530 | Henri Cartier-Bresson : Le tir photographique                                         | Clément Chéroux                                             | Arts                   | 2008                       | (ISBN 9782070356256) |
| 531 | Le Soldat inconnu : La guerre, la mort, la mémoire                                    | Jean-Yves Le Naour                                          | Histoire               | 2008                       | (ISBN 9782070356607) |
| 532 | Le président des États-Unis : Un pouvoir impérial ?                                   | Vincent Michelot                                            | Histoire               | 2008                       | (ISBN 9782070358182) |
| 533 | Le Futurisme : Une avant-garde radicale                                               | Giovanni Lista                                              | Arts                   | 2008                       | (ISBN 9782070355556) |
| 534 | Des livres d'enfants à la littérature de jeunesse                                     | Christian Poslaniec                                         | Littératures           | 2008                       | (ISBN 9782070358175) |
| 535 | Air France : L'art du voyage                                                          | Anaïs Leclerc, Philippe-Michel Thibault                     | Culture et société     | 2008                       | (ISBN 9782070429035) |
| 536 | Les Archives : Mémoire de la France                                                   | Jean-Pierre Babelon                                         | Culture et société     | 2008                       | (ISBN 9782070349050) |
| 537 | Le français : Une langue qui défie les siècles                                        | Alain Rey                                                   | Histoire               | 2008                       | (ISBN 9782070345267) |
| 538 | Le cœur : Rythme de la vie                                                            | Jean-Pierre Ollivier                                        | Sciences et techniques | 2008                       | (ISBN 9782070349845) |
| 539 | Culture et Communication : Les missions d'un grand ministère                          | Maryvonne de Saint-Pulgent                                  | Culture et société     | 2009                       | (ISBN 9782070362028) |
| 540 | Le Grand Palais : Monument-Capitale                                                   | Yves Saint-Geours (avec la collaboration d'Isabelle Stibbe) | Culture et société     | 2009                       | (ISBN 9782070361809) |
| 541 | L'architecture exposée : La Cité de l'architecture et du patrimoine                   | Simon Texier                                                | Culture et société     | 2009                       | (ISBN 9782070360468) |
| 542 | Les Noirs américains : En marche pour l'égalité                                       | Pap Ndiaye                                                  | Histoire               | 2009                       | (ISBN 9782070360406) |
| 543 | Claude Lévi-Strauss : L'homme au regard éloigné                                       | Vincent Debaene, Frédéric Keck                              | Littératures           | 2009                       | (ISBN 9782070361779) |
| 544 | Boris Vian : « Si j'étais pohéteû »                                                   | Marc Lapprand, François Roulmann                            | Littératures           | 2009                       | (ISBN 9782070359981) |
| 545 | Le Cochon : Histoire d'un cousin mal-aimé                                             | Michel Pastoureau                                           | Culture et société     | 2009                       | (ISBN 9782070360383) |
| 546 | Goscinny : Faire rire, quel métier !                                                  | Aymar du Chatenet, Caroline Guillot                         | Littératures           | 2009                       | (ISBN 9782070396238) |
| 547 | Apollinaire : La poésie perpétuelle                                                   | Laurence Campa                                              | Littératures           | 2009                       | (ISBN 9782070349067) |
| 548 | La vie culturelle dans la France occupée                                              | Olivier Barrot, Raymond Chirat                              | Histoire               | 2009                       | (ISBN 9782070358212) |
| 549 | Fellini : Le magicien du réel                                                         | Jean A. Gili                                                | Arts                   | 2009                       | (ISBN 9782070396245) |
| 550 | Jacques Henri Lartigue : Une vie sans ombre                                           | Martine d' Astier                                           | Arts                   | 2009                       | (ISBN 9782070396436) |
| 551 | La fin des colonies françaises                                                        | Bernard Droz                                                | Histoire               | 2009                       | (ISBN 9782070359998) |
| 552 | Mafia, mafias                                                                         | Marcelle Padovani                                           | Culture et société     | 2009                       | (ISBN 9782070396511) |
| 553 | Monaco : Le Rocher des Grimaldi                                                       | Frédéric Laurent                                            | Histoire               | 2009                       | (ISBN 9782070399512) |
| 554 | Le soufisme : Voie mystique de l'islam                                                | Thierry Zarcone                                             | Religions              | 2009                       | (ISBN 9782070345526) |
| 555 | Homère : Le prince des poètes                                                         | Alexandre Farnoux                                           | Littératures           | 2010                       | (ISBN 9782070355693) |
| 556 | Le crime, entre horreur et fascination                                                | Bernard Oudin                                               | Culture et société     | 2010                       | (ISBN 9782070436514) |
| 557 | Les icônes en Russie                                                                  | Olga Medvedkova                                             | Arts                   | 2010                       | (ISBN 9782070436521) |
| 558 | Le Taoïsme : La révélation continue                                                   | Vincent Goossaert, Caroline Gyss                            | Religions              | 2010                       | (ISBN 9782070436538) |
| 559 | Après la photographie ? : De l'argentique à la révolution numérique                   | Quentin Bajac                                               | Arts                   | 2010                       | (ISBN 9782070358168) |
| 560 | Alfred de Musset : Les fantaisies d'un enfant du siècle                               | Sylvain Ledda                                               | Littératures           | 2010                       | (ISBN 9782070345953) |
| 561 | La Normandie : Un destin entre terre et mer                                           | Olivier Chaline                                             | Histoire               | 2010                       | (ISBN 9782070355464) |
| 562 | Saint-Maur-des-Fossés : Quand la banlieue peut avoir une âme                          | Joëlle Conan, André Kaspi                                   | Histoire               | 2010                       | (ISBN 9782070437306) |
| 563 | L'Arabie : Des routes de l'encens à l'ère du pétrole                                  | Pascal Ménoret                                              | Histoire               | 2010                       | (ISBN 9782070438822) |
| 564 | Léon Tolstoï, « la grande âme de la Russie »                                          | Michel Aucouturier (ru)                                     | Littératures           | 2010                       | (ISBN 9782070436767) |
| 565 | La télé : Une histoire en direct                                                      | Emmanuel Hoog                                               | Culture et société     | 2010                       | (ISBN 9782070439201) |
| 566 | La Terreur : Part maudite de la Révolution                                            | Jean-Clément Martin                                         | Histoire               | 2010                       | (ISBN 9782070439140) |
| 567 | L'opéra-comique : Le gavroche de la musique                                           | Maryvonne de Saint-Pulgent                                  | Arts                   | 2010                       | (ISBN 9782070438686) |
| 568 | La Résistance : Une morale en action                                                  | Laurent Douzou                                              | Histoire               | 2010                       | (ISBN 9782070439300) |
| 569 | Gallimard : Un éditeur à l'œuvre                                                      | Alban Cerisier                                              | Littératures           | 2011                       | (ISBN 9782070441693) |
| 570 | Mahler : La symphonie-monde                                                           | Christian Wasselin                                          | Arts                   | 2011                       | (ISBN 9782070442348) |
| 571 | Brassens : Le libertaire de la chanson                                                | Clémentine Deroudille                                       | Arts                   | 2011                       | (ISBN 9782070442430) |
| 572 | La bibliothèque Sainte-Geneviève : À travers les siècles                              | Yves Peyré                                                  | Histoire               | 2011                       | (ISBN 9782070132416) |
| 573 | La Suisse : Au-delà du paysage                                                        | François Walter                                             | Histoire               | 2011                       | (ISBN 9782070439799) |
| 574 | Musée du quai Branly : Là où dialoguent les cultures                                  | Stéphane Martin                                             | Culture et société     | 2011                       | (ISBN 9782070441709) |
| 575 | Terrorismes : Violence et propagande                                                  | François-Bernard Huyghe                                     | Histoire               | 2011                       | (ISBN 9782070442072) |
| 576 | Le jouet : Un monde offert aux enfants                                                | Bruno Girveau                                               | Culture et société     | 2011                       | (ISBN 9782070132423) |
| 577 | Fra Angelico : Peintre de lumière                                                     | Neville Rowley                                              | Arts                   | 2011                       | (ISBN 9782070443772) |
| 578 | Casanova : Histoire de sa vie                                                         | Michel Delon                                                | Littératures           | 2011                       | (ISBN 9782070440122) |
| 579 | Le chamanisme de Sibérie et d'Asie centrale                                           | Charles Stépanoff, Thierry Zarcone                          | Religions              | 2011                       | (ISBN 9782070444298) |
| 580 | Les phares : Gardiens des côtes de France                                             | Vincent Guigueno                                            | Sciences et techniques | 2012                       | (ISBN 9782070444168) |
| 581 | Robert Doisneau : « Pêcheur d'images »                                                | Quentin Bajac                                               | Arts                   | 2012                       | (ISBN 9782070445813) |
| 582 | Pablo Casals : Un musicien, une conscience                                            | Jean-Jacques Bedu                                           | Arts                   | 2012                       | (ISBN 9782070445837) |
| 583 | L'abbé Pierre : « Mes amis, au secours ! »                                            | Laurent Desmard, Martin Hirsch                              | Histoire               | 2012                       | (ISBN 9782070447657) |
| 584 | L'art urbain : Du graffiti au street art                                              | Stéphanie Lemoine                                           | Arts                   | 2012                       | (ISBN 9782070445820) |
| 585 | Hopper : Ombre et lumière du mythe américain                                          | Didier Ottinger                                             | Arts                   | 2012                       | (ISBN 9782070447350) |
| 586 | Un siècle de Goncourt                                                                 | Robert Kopp                                                 | Littératures           | 2012                       | (ISBN 9782070448173) |
| 587 | Baltard : Architecte de Paris                                                         | Alice Thomine-Berrada                                       | Arts                   | 2012                       | (ISBN 9782070447367) |
| 588 | Pissarro : Patriarche des impressionnistes                                            | Claire Durand-Ruel Snollaerts                               | Arts                   | 2012                       | (ISBN 9782070449705) |

## Une autre histoire duXXesiècle
| No | Titre                                | Auteur                       | Date de parution | ISBN              |
| -- | ------------------------------------ | ---------------------------- | ---------------- | ----------------- |
| 1  | 1900/1910 : Une presque belle époque | Michel Pierre                | 23-02-1999       | (ISBN 2070534642) |
| 2  | 1910/1920 : Un monde en guerres      | Michel Pierre                | 23-02-1999       | (ISBN 2070534650) |
| 3  | 1920/1930 : Une paix si fragile      | Michel Pierre                | 23-02-1999       | (ISBN 2070534669) |
| 4  | 1930/1940 : Les grandes illusions    | Michel Pierre                | 04-06-1999       | (ISBN 2070534677) |
| 5  | 1940/1950 : De fer et de feu         | Michel Pierre, Claude Quétel | 04-06-1999       | (ISBN 2070534685) |
| 6  | 1950/1960 : Deux blocs, trois mondes | Michel Pierre                | 23-09-1999       | (ISBN 2070534693) |
| 7  | 1960/1970 : Les temps changent       | Michel Pierre                | 23-09-1999       | (ISBN 2070534707) |
| 8  | 1970/1980 : Les années de doute      | Michel Pierre                | 03-12-1999       | (ISBN 2070534715) |
| 9  | 1980/1990 : Un nouvel échiquier      | Michel Pierre                | 03-12-1999       | (ISBN 2070534723) |
| 10 | 1990/2000 : Mémoires du futur        | Michel Pierre                | 03-12-1999       | (ISBN 2070534731) |